# Sukaraksa
Sukaraksa is een bestuurslaag in het regentschap Bogor van de provincie West-Java, Indonesië. Sukaraksa telt 8408 inwoners (volkstelling 2010).